# Крије
Крије (фр. Cruet) насеље је и општина у источној Француској у региону Рона-Алпи, у департману Савоја која припада префектури Шамбери.
По подацима из 2011. године у општини је живело 1036 становника, а густина насељености је износила 102,98 становника/km². Општина се простире на површини од 10,06 km². Налази се на средњој надморској висини од 315 метара (максималној 1.456 m, а минималној 272 m).

## Демографија
| 1962. | 1968. | 1975. | 1982. | 1990. | 1999. | 2011. |
| ----- | ----- | ----- | ----- | ----- | ----- | ----- |
| 406   | 457   | 525   | 638   | 823   | 969   | 1.036 |

График промене броја становника у току последњих година